# Hopkins Island
L'isola di Hopkins (in inglese: Hopkins Island) è un'isola australiana sita nel golfo di Spencer, sulla punta meridionale della penisola di Eyre.

## Geografia
Hopkins Island è situata sulla punta sud-orientale della penisola di Eyre, ad ovest di Thistle Island (dalla quale è separata da un tratto di mare profondo al massimo 11 metri, ad ovest di Lewis Island e Smith Island, assieme alle quali (oltre ad altre isole circostanti) forma il gruppo delle Taylor Island. Essa fa parte amministrativamente dell'area protetta di Memory Cove Wilderness Protection Area, a sua volta parte del parco nazionale Lincoln.
L'isola ha forma di triangolo isoscele, con vertice a sud-ovest, lati uguali di circa 1.9 km e lato corto di circa 950 m: la superficie di Hopkins Island è di circa 162 ettari, ed il suo punto più alto misura 69 m sul livello del mare ed è situato nei pressi del suo vertice occidentale. L'accesso all'isola è possibile lungo la sua costa settentrionale, dove è presente una piccola spiaggia.

L'isola di Hopkins si è formata circa 7000 anni fa, quando il livello del mare ha cominciato a salire verso l'inizio dell'Olocene: essa consiste di un perimetro granitico sormontato da un plateau di calcarenite, a sua volta sormontato da uno strato di terra.

## Storia
L'isola prende il nome da John Hopkins, uno degli 8 membri dell'equipaggio dell'HMS Investigator (i quali danno il nome a tutte le isole del gruppo di Taylor Island) al comando di Matthew Flinders che persero la vita il 21 febbraio 1802 quando il cutter sul quale stavano andando a cercare acqua potabile sulla terraferma venne ribaltata dalle onde.
Nel 1910 l'isola venne descritta da marinai di passaggio come "pianeggiante e piuttosto brulla".
Durante il XIX secolo e per la prima parte del XX secolo i depositi di guano dell'isola vennero sfruttati commercialmente, talvolta collettivamente con quelli delle vicine Lewis Island e Williams Island.

Negli anni '30, la concessione per l'estrazione venne in possesso di tale Dr. Angas Johnson, la cui intenzione era quella di farne un santuario per le specie locali.

## Flora e fauna
Le aree di terreno più profondo dell'isola sono dominate dall'Atriplex paludosa e dall'invasivo Lycium di origine sudafricana, mentre gli strati di suolo più sottile sono ricoperti da graminacee e Nitraria ed in quelli perimetrali, più esposti ai venti salmastri, predominano l'erba ghiacciola e Maireana. Si ritiene che la presenza sull'isola di piante erbacee come il forasacco dei muri e la coda di topo sia dovuta ai tentativi storici di trasformare Hopkins Island in un pascolo per le greggi.
L'isola ha fama a livello locale per essere infestata da serpenti e ratti: sebbene nessuna delle persone attraccate a Hopkins Island ha raccontato di avervi osservato serpenti, l'isola di Hopkins ospita il ratto del bush e il serpente tigre.

Hopkins Island viene scelta come luogo di nidificazione da numerose specie di uccelli marini: la specie dominante è la berta codacorta con 69700 uccelli e 34800 nidi censiti nel 1996, mentre presenza della berta piedicarnicini è da confermare. Altre specie nidificanti sull'isola sono il pinguino minore azzurro e l'oca di Capo Barren.
Le spiagge e gli scogli di Hopkins Island vengono visitate dal leone marino australiano: le acque attorno all'isola sono rinomate dai pescatori locali per la presenza di tonni.